# María Elena Delgado
María Elena Delgado fue una escultora mexicana, cuya labor artística y trayectoria fue reconocida, en su país, al haber sido incluida como miembro en el Salón de la Plástica Mexicana.
Sus obras son principalmente en piedras semipreciosas como ónix blanco, verde u ocre, negro, mármoles mexicano, blanco o de Carrara, pero también trabajó con madera buena, bronce, fibra de vidrio y otros tipos de piedra. En 1954, a los 33 años, realizó un fresco en una universidad. Su estilo, a menudo sugestiones crónicas o cilíndrícas, son casi siempre formas redondas, esferoides y ruedas. En una etapa de su quehacer artístico, su trabajo tuvo un definitivo aspecto erótico, en relación con el amor.